# 732
| [ Edytuj tabelę ]          |                                |
| Król Asturii               | - 718 Pelayo 737               |
| Cesarz Bizancjum           | - 717 Leon III Izauryjczyk 741 |
| Chan Bułgarii              | - 721 Kormisosz 738            |
| Cesarz Chin                | - 712 Tang Xuanzong 756        |
| Król Essexu                | - 709 Saelred 746              |
| Król Franków               | - 720 Teuderyk IV 737          |
| Cesarz Japonii             | - 724 Shōmu 749                |
| Kalif                      | - 724 Hiszam 743               |
| Patriarcha Konstantynopola | - 730 Anastazy 754             |
| Król Longobardów           | - 712 Liutprand 744            |
| Król Mercji                | - 716 Aethelbald 757           |
| Król Nortumbrii            | - 729 Ceolwulf 737             |
| Papież                     | - 731 Grzegorz III 741         |
| Doża Wenecji               | - 726 Orso Ipato 742           |
| Król Wessexu               | - 726 Ethelheard 740           |

Rok 732 / DCCXXXII
stulecia: VII wiek ~
VIII wiek ~
IX wiek

lata: 722 «
727 «
728 «
729 «
730 «
731 «
732
» 733
» 734
» 735
» 736
» 737
» 742

## Wydarzenia

### Cesarstwo Bizantyjskie
- Cesarz bizantyjski Leon III zaaranżował ślub swojego 15-letniego syna Konstantyna V z księżniczką Tzitzak (później ochrzczoną jako „Irena”), córką chazarskiego Kagana – Bihara, jako znak jedności dyplomatycznej między Cesarstwem Bizantyjskim a Chanatem Chazarskim.

### Europa
- Bitwa nad rzeką Garonna: Armia muzułmańska Umajjadów (40 000 ludzi) pod dowództwem Abd ar-Rahman Ghafikiego, gubernatora Al-Andalus, przeprawia się przez przełęcz Roncesvalles w Pirenejach i dokonuje najazdów, pustosząc miasta Oloron, Lescar i Bajonnę oraz paląc opactwo Saint-Sever. Siły Umajjadów niszczą klasztor Saint-Émilion i pokonują „hrabiego Libourne”. Abdul Rahman plądruje i zdobywa Bordeaux i prawie unicestwia armię księcia Akwitanii Odona Wielkiego nad Garonną[1].
- Lato – Odon Wielki udaje się do frankońskiego miasta Reims, aby ostrzec Karol Młota, Majordoma pałacu Merowingów o inwazji Umajjadów w Galii i poprosić go o wsparcie w walce z najeźdźcami. Dwaj przywódcy spotykają się pod Paryżem; Karol wydaje „ogólny zakaz” tworzenia armii, która obejmuje dużą liczbę mieszkańców Austrazji, Neustrii i Burgundii. W międzyczasie Arabowie pustoszą miasta Périgueux, Saintes i Angoulême, a następnie plądrują bazylikę Saint-Hilaire poza Poitiers[2].
- Wrzesień – Karol Młot prowadzi swoją armię frankońską (30 000 ludzi) do Orleanu i przekracza Loarę (prawdopodobnie w towarzystwie Odona Wielkiego) z pozostałymi żołnierzami. Rozbija obóz w pobliżu Tours, prawdopodobnie w Ballan-Miré na południowy zachód od miasta-fortecy, aby chronić opactwo Św. Marcina. Karol młot pokonał (bądź też zmusił do odwrotu) oddział wroga (byli to zwiadowcy lub Awangarda Umajjadów) między rzekami Indre i Creuse. Abdul Rahman Al Ghafiqi wycofuje się, aby zająć pozycję nad rzeką Vienne[3].
- Październik – Armia Franków przekracza rzekę Vienne i zakłada obóz w pobliżu częściowo opuszczonej rzymskiej rezydencji lub osady rolniczej, znanej obecnie jako Vieux-Poitiers (w pobliżu Châtellerault), być może wykorzystując rzymski teatr z jego znacznymi wieżami jako fortyfikacją. Karol Młot zajmuje pozycję obronną po drugiej stronie rzymskiej drogi i odpiera muzułmańskie potyczki podczas „siedmiodniowego” starcia, prawdopodobnie z udziałem zwiadowców i być może najeźdźców z obu armii[4].
- 10 lub 25 października – Bitwa pod Tours: siły frankońskie i burgundzkie pod dowództwem Karola Młota pokonują dużą armię Abdula Rahmana Al Ghafiqi, niedaleko Poitiers, powstrzymując islamski najazd na Europę Zachodnią; Rahman Al Ghafiqi ginie w walce. Karol Młot rozszerza swą władzę na południu Francji, co nadaje mu przydomek Martellus („Młot”). Wynik zwycięstwa jest punktem zwrotnym i ustanawia równowagę sił między Europą Zachodnią a Cesarstwem Bizantyjskim[5].
- Siły muzułmańskie wycofują się na południe do Septymanii; oddzielna część prawdopodobnie wycofała się z powrotem wzdłuż drogi, przez którą pierwotnie przechodziła, przez Pireneje. Odon wielki ściga główną armię muzułmańską przez La Marche, po czym wraca do Bordeaux; Karol Młot wycofuje się na terytorium Franków przez Orlean i Auxerre, degradując tych biskupów, których uważał za niewiarygodnych. Abd al-Malik ibn Katan al-Fihri zostaje nowym gubernatorem (tzw. Wali) Al-Andalus; odrębne siły muzułmańskie napadają na region Rodanu[2].

### Brytania
- Jesień – Król Ceolwulf z Nortumbrii zostaje obalony przez przeciwników i zmuszony do wejścia do klasztoru. Jego zwolennicy następnie przywracają go na tron (nastąpiło to w 732 lub 731).

### Zdarzenia astronomiczne
- 26 czerwca – okultacja Jowisza przez Wenus.

### Religia
- Papież Grzegorz III mianuje Św. Bonifacego, anglosaskiego misjonarza, arcybiskupem z jurysdykcją nad Bawarią. Poleca mu wprowadzić zakaz spożywania koniny przez jego nawróconych chrześcijan[6].
- Egbert zostaje mianowany biskupem Yorku przez jego kuzyna Ceolwulfa z Northumbrii[7]. Założył bibliotekę i uczynił miasto znanym ośrodkiem nauki (data przybliżona).